# Огамі
Острів Оґа́мі (яп. 大神島, Оґамі-Дзіма) — невеликий острів у групі Міяко островів Сакісіма архіпелагу Рюкю, Японія. Адміністративно належить до округу Міяко повіту Міяко префектури Окінава.

## Географія
Розташований у 4 км від північно-східного узбережжя острова Міяко.
Острів гористий, найвища точка — 75 м.

## Опис
Площа острова становить 0,24 км². Населення — 35 осіб — проживає в невеликому селищі Оґамі.
| Острів | Це незавершена стаття про острів, чи острови. Ви можете допомогти проєкту, виправивши або дописавши її. |

1. ↑  島全体が聖域！船でしか行けない神の島「大神島」を地元ガイドと散策│観光・旅行ガイド. ぐるたび (яп.). Архів оригіналу за 15 листопада 2022. Процитовано 13 січня 2023.
2. ↑  宮古列島大神島を紹介！どうやって行くの？大神島伝説とは！？ | 宮古島 ADVENTURE PiPi（ピピ）. miyako-pipi.com. Процитовано 13 січня 2023.